# セレナーデ第7番 (モーツァルト)
セレナード第7番ニ長調K.250（K6.248b）は、ヴォルフガング・アマデウス・モーツァルトが1776年に作曲した管弦楽用のセレナードである。『ハフナー』という愛称を持ち、『ハフナー・セレナード』とも呼ばれる。

## 解説

### 概説
ザルツブルクの富豪ハフナー家の結婚式の前夜祭のために作曲が依頼され、1776年7月21日に初演された。この曲を演奏する音楽家たちの入退場のために、行進曲K.249も同時に作曲された。

### 楽器編成と曲の構成
楽器編成：フルート2、オーボエ2、ファゴット2、ホルン2、トランペット2、ヴァイオリン2部、ヴィオラ、コントラバス（チェロの指定はないが、実際の演奏ではコントラバスと同じ楽譜を弾く）、演奏時間は58分。なお、ティンパニを加えることもでき、そのパートは別に作曲されている。
セレナード第10、11、12番のような管楽器用のセレナードではなく、第9番「ポストホルン」と同じくオーケストラ用の曲である。
- 第1楽章 アレグロ・マエストーソ ニ長調 4/4拍子 ― アレグロ・モルト 2/2拍子
- 第2楽章 アンダンテ ト長調 3/4拍子
- 第3楽章 メヌエット ト短調 3/4拍子
- 第4楽章 ロンド、アレグロ ト長調 2/4拍子
- 第5楽章 メヌエット・ガランテ ニ長調 3/4拍子
- 第6楽章 アンダンテ イ長調 2/4拍子
- 第7楽章 メヌエット ニ長調 3/4拍子
- 第8楽章 アダージョ ニ長調 4/4拍子 ― アレグロ・アッサイ 3/8拍子

第2楽章から第4楽章までは、独奏ヴァイオリンが活躍し、ヴァイオリン協奏曲の性格も持つ。

### 交響曲への編曲
モーツァルトは本作からヴァイオリン協奏曲の性格を持った楽章を省いた、第1楽章、第5楽章、第6楽章、第7楽章、第8楽章の5つの楽章を編曲し、5楽章形式の交響曲としている。この交響曲は長らく顧みられることはなかったが、新全集の楽譜には交響曲として収録された。クリストファー・ホグウッドとヤープ・シュレーダーの指揮によるモーツァルトの交響曲全集において世界初録音がなされている。ティンパニを含む交響曲版の演奏時間は約32分。

## 第4楽章の編曲
第4楽章はクライスラーがヴァイオリンとピアノのための楽曲に編曲したことで有名である。スズキ・メソードのヴァイオリン科では研究科Aの卒業曲となっている。

## もうひとつのハフナー・セレナード
モーツァルトは1782年にハフナー家のためのセレナードをもう1曲作曲したが、そちらのセレナードは2つあったメヌエットの一方は散逸している。1783年にこのセレナードから行進曲（K6.385a）とメヌエット（散逸したもの）を削除し、フルートとクラリネットを加え交響曲として編曲したものが、いわゆる交響曲第35番『ハフナー』である。